# Montigny-lès-Cherlieu
Montigny-lès-Cherlieu är en kommun i departementet Haute-Saône i regionen Bourgogne-Franche-Comté i östra Frankrike. Kommunen ligger i kantonen Vitrey-sur-Mance som tillhör arrondissementet Vesoul. År 2022 hade Montigny-lès-Cherlieu 121 invånare.

## Befolkningsutveckling
Antalet invånare i kommunen Montigny-lès-Cherlieu
| Referens: INSEE |